# Väderpinne

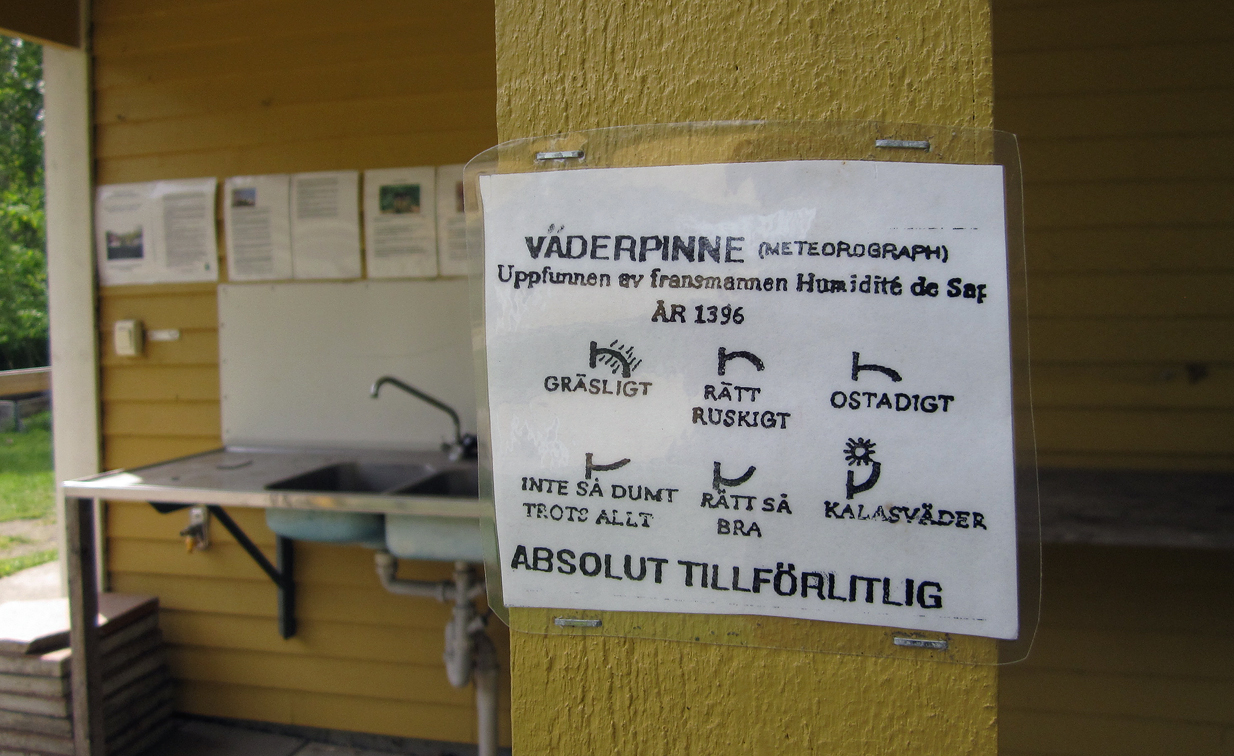
Instruktion till väderpinne på Marietorps naturskola i Ystad.

En väderpinne (även fäbodbarometer) är ett meteorologiskt instrument som utgörs av en grankvist som monteras vågrätt, fast 'upp-och-ned', på en träplatta eller dylikt. 
Väderpinnen fungerar som ett observationsverktyg som reagerar på luftfuktigheten, genom att den pekar uppåt vid klart och torrt väder och nedåt vid regnigt och fuktigt väder. Anledningen till det är att grenen på undersidan i högre grad svälls och krymps än ovansidan. Granens grenar utvecklar en reaktionsved på undersidan för kompensera ökad belastning som uppstår när grenar växer horisontellt. Trä sväller vid hög fuktighet och krymper vid låg fuktighet vilket gör att väderpinnen böjer sig nedåt vid fuktigt väder och uppåt vid torrt väder. När väderpinnen blir blöt sväller undersidan (reaktionsveden) ungefär 10 gånger mer än översidan. Det är därför viktigt att pinnen monteras upp-och-ned om den är avsedd att användas som väderpinne.
En väderpinne kan inte förutsäga hur vädret blir, utan är enbart ett observationsverktyg som avspeglar det aktuella vädret.